# Tormod Sæverud

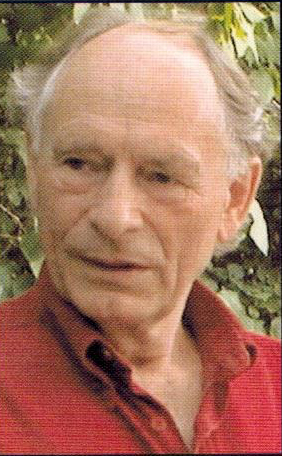
Tormod Sæverud, 2016

Tormod Sæverud (* 1938 in Bergen, Norwegen) ist ein norwegischer Komponist, Sohn des bekannten norwegischen Komponisten Harald Sæverud und Bruder des Komponisten Ketil Hvoslef.

## Leben
Sæverud komponierte überwiegend musikalische Werke in Kammerbesetzung, z. B. für Cello, Gitarre, Stimme und Klavier – für Erwachsene, aber auch für Kinder. Er komponierte über 200 Lieder auf die Texte von Inger Hagerup, Einar Skjæraasen, Jakob Sande usw. Seine Balladen, die ihren Ursprung in dem norwegischen und schwedischen Epos fanden, wurden von der bekannten Sängerin Sissel Kyrkjebø interpretiert und vielfach auf Schallplatten aufgenommen (die Sängerin arbeitete u. a. mit Placido Domingo zusammen). Seine Tangos für Gitarre und Klavier wurden auch sehr populär. Die Suite für Klavier (1980 komponiert) wurde vom schwedischen Pianisten Berit Modin-Ehde auf Schallplatte aufgenommen. 
Sæveruds Kinderlieder wurden regelmäßig in Liederbüchern veröffentlicht, die in erster Linie für Kindergärten und Grundschulen bestimmt waren.
Sæverud hatte zahlreiche Aufführungen in Schweden, Norwegen, Dänemark, Deutschland, Russland und Japan. Das meiste von seiner Musik wurde bei Norsk Musikforlag und Musikk-Huset verlegt. 
Sæverud bezeichnet seine Stilistik selbst als „klassisch – in meiner modernen Art und Weise“. Seine musikalische Sprache wurzelt in der skandinavischen Volksmusik. Seine Melodik hat u. a. Affinität zu Musik von Edvard Grieg.
Parallel arbeitete er als Journalist für The Associated Press und norwegische Zeitungen, vor allem Aftenposten, die größte Zeitung in Norwegen.